# Taeniophyllum trachypus
Taeniophyllum trachypus är en orkidéart som beskrevs av Rudolf Schlechter. Taeniophyllum trachypus ingår i släktet Taeniophyllum och familjen orkidéer. Inga underarter finns listade i Catalogue of Life.